# Aratea de Leiden
Aratea de Leiden és un manuscrit il·luminat carolingi que conté uns capítols copiats d'un tractat d'astronomia i meteorologia anomenat Phainomena (del llatí, 'fenòmens') pertanyent a Arat de Solos, de Cilícia (310-245 abans de la nostra era), traduït per Germànic Cèsar, dedicat a les constel·lacions, d'ací el seu nom Aratea.
El manuscrit es va elaborar al voltant de l'any 825 a Lotaríngia (probablement Aquisgrà i Metz). El seu patrocinador degué ser el rei Lluís el Pietós.

## Contingut
El manuscrit conté trenta-cinc pàgines de crucial importància per a la comprensió dels coneixements astronòmics de l'alta edat mitjana, que prevalgueren durant més d'un mil·lenni en la cosmovisió occidental. Uns taulers emmarcats coberts amb figures acolorides reflecteixen una còpia molt antiga del model que hi va servir de model. Aquesta tècnica permetia aconseguir models amb formes molt naturals, i generava volums amb tocs de llums blanques. En cada miniatura, es veuen les estreles de les constel·lacions corresponents a l'heroi, divinitat, animal o objecte representat, amb petits cercles de pa d'or.
Una altra característica important del contingut del manuscrit n'és la tipografia, que és conseqüència natural de les tradicions antigues. El text està escrit amb "majúscula rústica", un tipus de lletra creada a la Roma antiga, basada en les lletres tallades en pedra. La línia horitzontal de cada traç es donava pel procés físic del tallat de pedra amb cisell, i s'adscriu així a les convencions establertes en l'Antiguitat.
De l'any 1600 ençà, al manuscrit li manquen quatre constel·lacions del cicle de Phainomena. El còdex té 99 folis de pergamí, amb grandària de 225 × 200 mm i conté 39 miniatures que representen constel·lacions, les estacions i planetes.
El text originari, escrit en grec per Arat, abasta des del foli segon fins al revers del foli 97, i el va traduir al llatí Claudi Juli Cèsar Germànic (15 abans de la nostra era - 19) i aquesta traducció la va completar Rufus Festus Avié, a finals del segle iv.
El manuscrit es va elaborar al nord de l'actual França al voltant de l'any mil, probablement a la biblioteca de l'Abadia de Sant Bertí, del qual només han sobreviscut dos exemplars. Al 1573 Jacob Susius va obtenir un d'aquests manuscrits per un pintor de Gant, aquest passà successivament a les mans d'Hug de Groot, Cristina de Suècia i Isaac Vossius. Finalment va arribar el 1690 a la biblioteca de la Universitat de Leiden, en què està registrat amb la referència Voss. lat. Q 79.

## Algunes de les pàgines

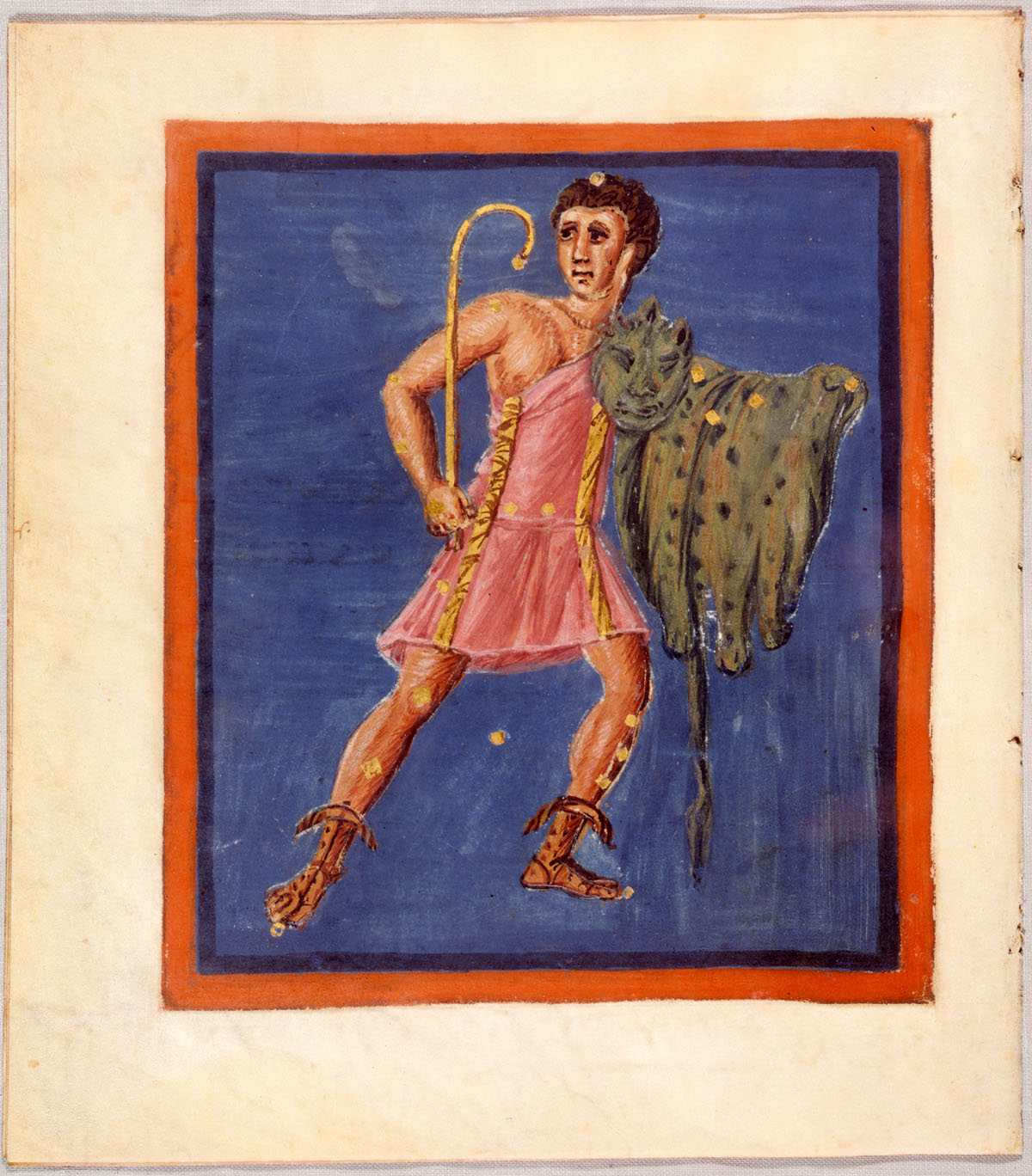
Constel·lació d'Hèrcules
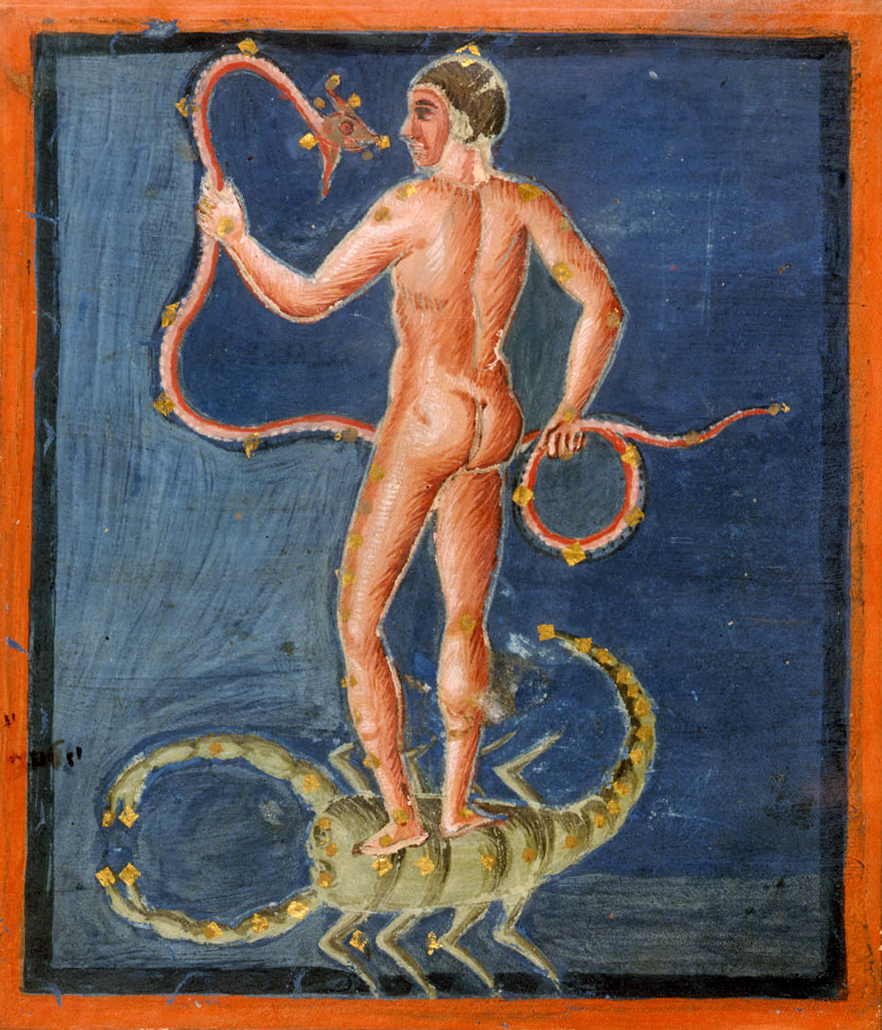
Constel·lació del Serpentari i escorpí
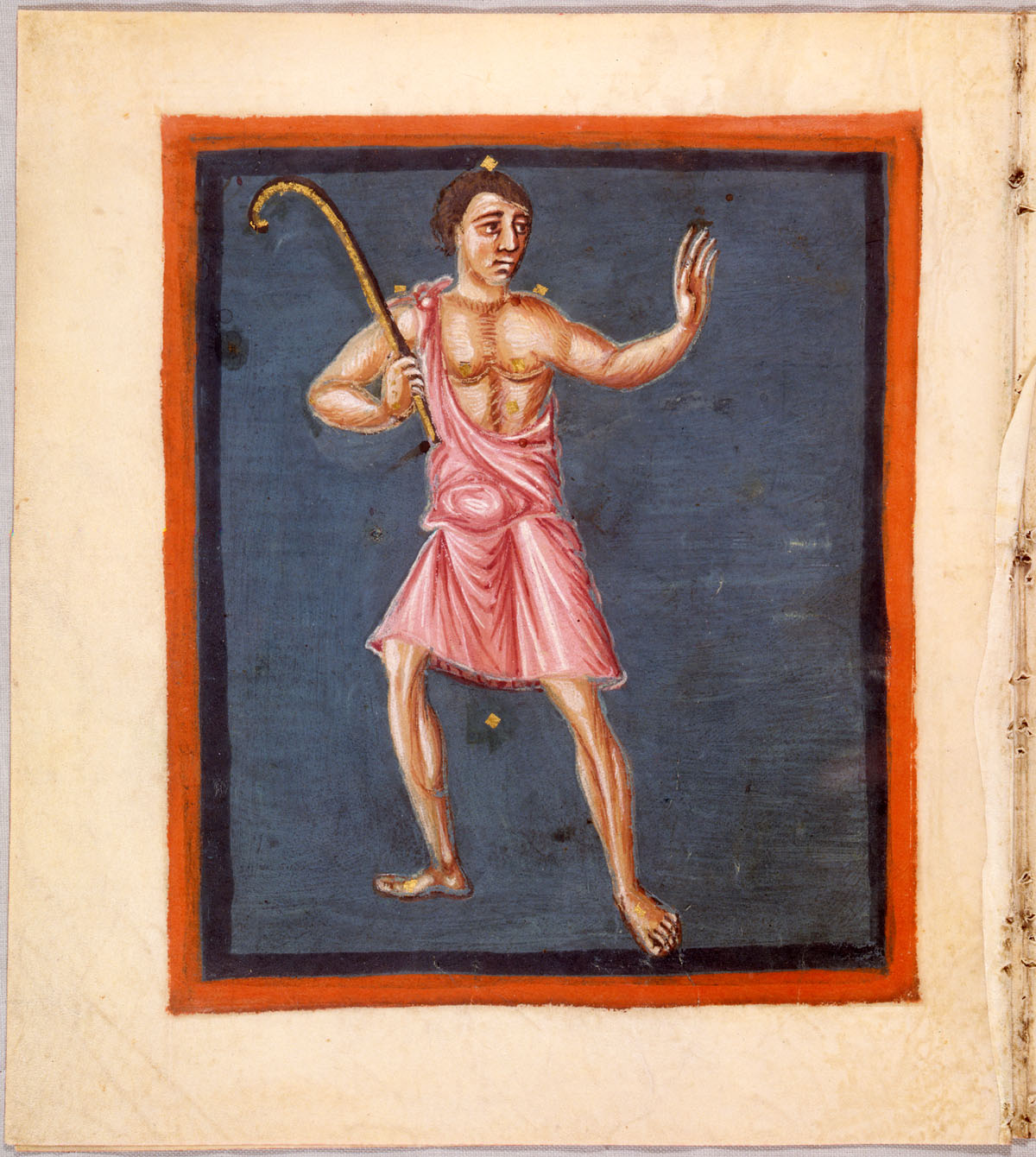
Constel·lació del Bover
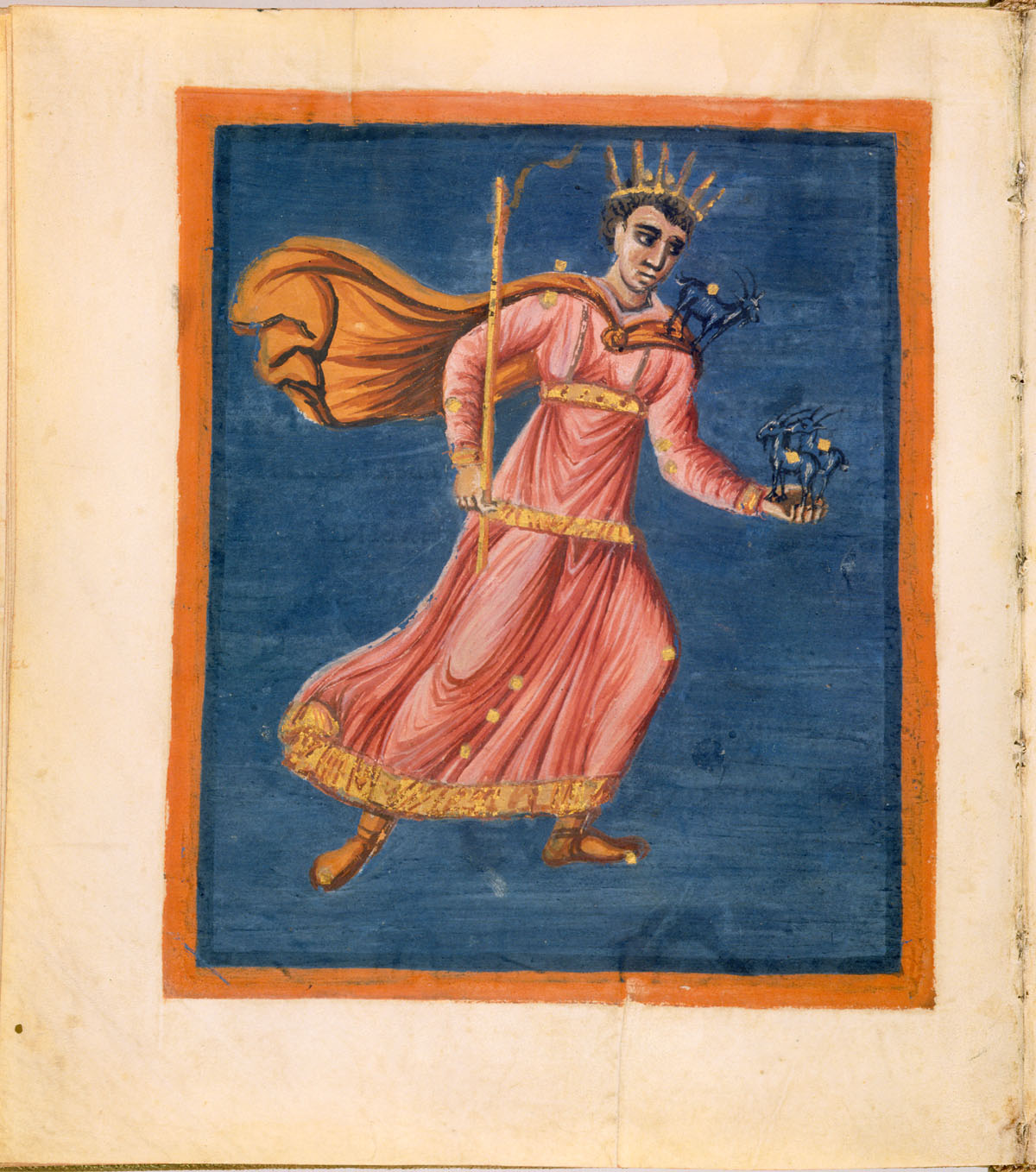
Constel·lació de l'Auriga
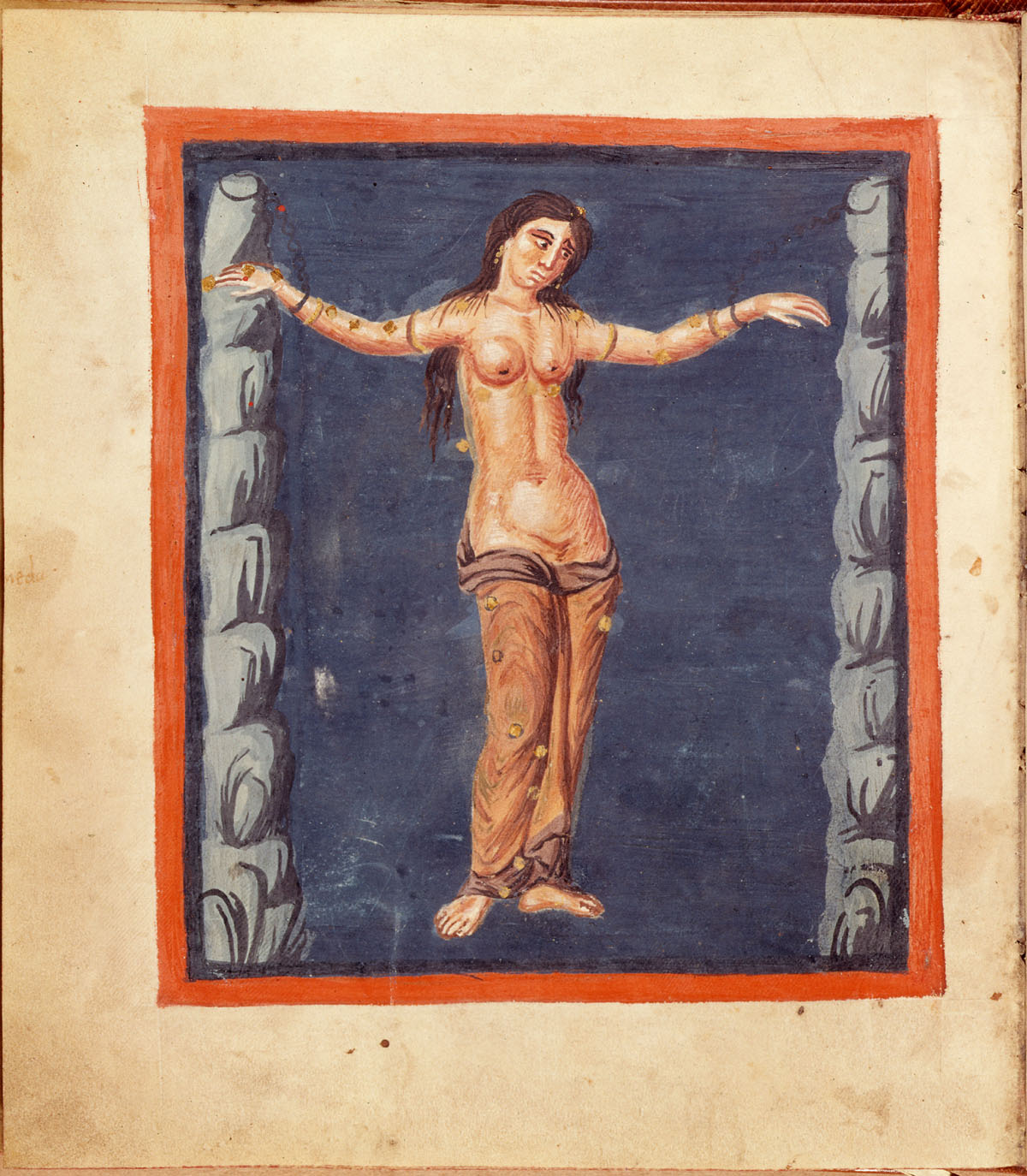
Constel·lació d'Andròmeda
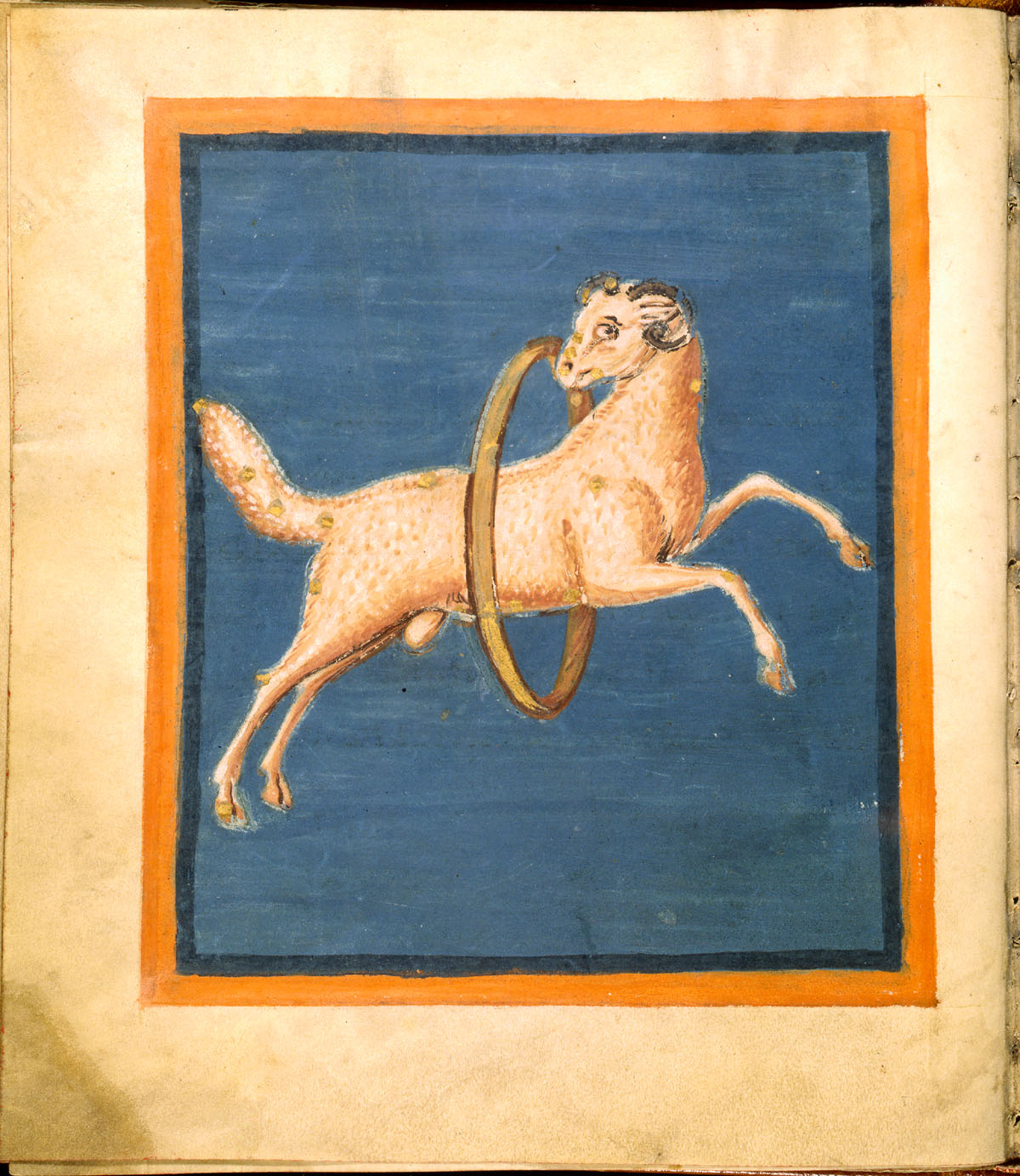
Constel·lació d'Àries
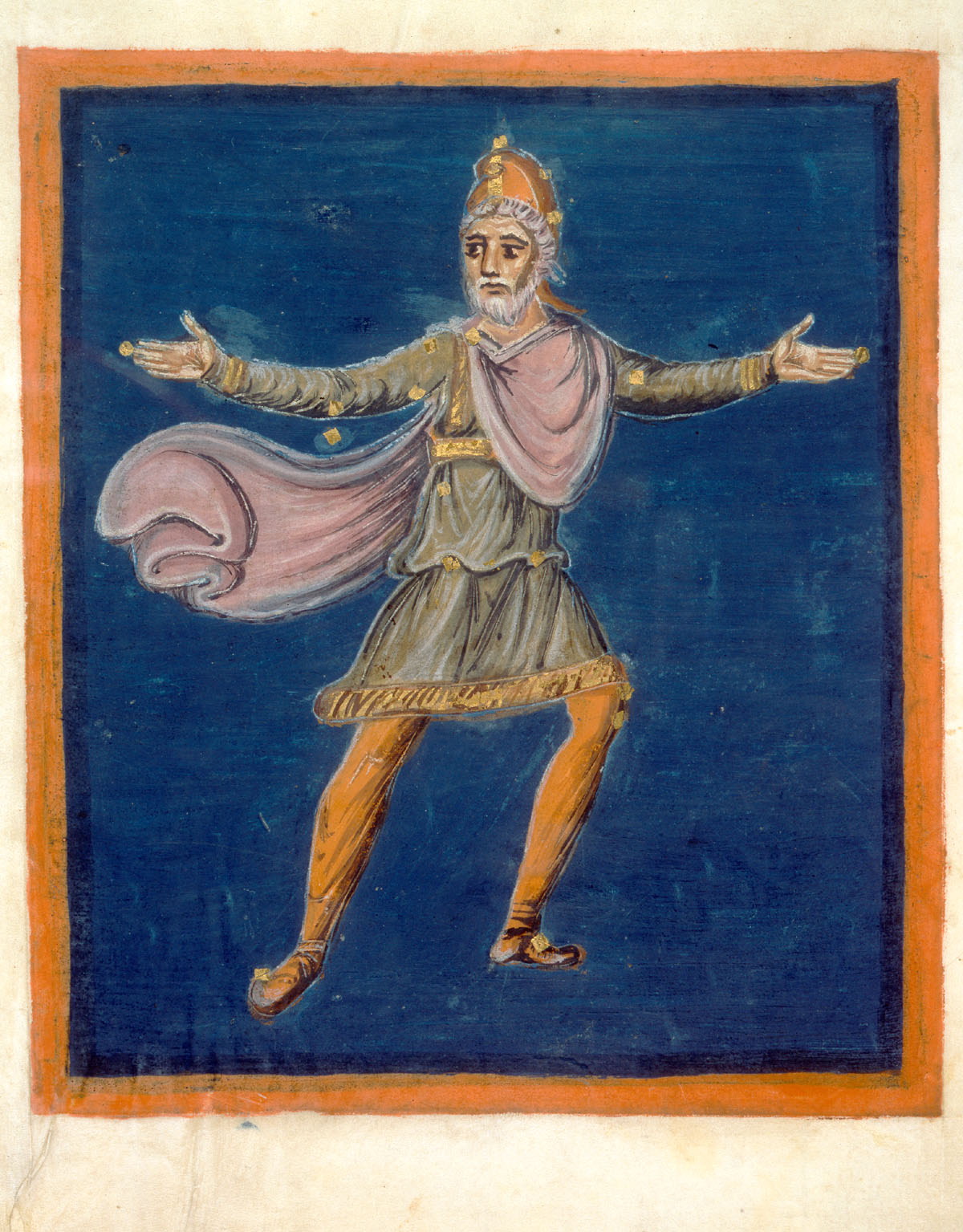
Constel·lació de Cefeu